# سوبهوزا الثاني
سوبهوزا الثاني (22 يوليو 1899 - 21 أغسطس 1982) كان رئيس باراماونت وفي وقت لاحق ملك سوازيلاند لمدة 82 عامًا، وهي أطول فترة حكم لأي ملك في التاريخ المسجل. وقد ولد في رويال ريزيدنس، وهو ابن الملك نغواني الخامس (بالإنجليزية: Inkhosikati Lomawa Ndwandwe)‏ وقد أصبح ملكاً وعمره لم يتجاوز الخمسة أشهر فقط، حيث توفي والده فجأة. قاد مملكة سوازيلاند عند بلوغه في العام 1921. وحكم سوازيلاند حتى وفاته في عام 1982. وخلفه مسواتي الثالث، ابنه الصغير، الذي توج في العام 1986.